# Don't Wanna Fall In Love

Don't Wanna Fall In Love is een single van de Amerikaanse rapper Jane Child, uitgebracht in 1990. Het was de tweede single van haar debuutalbum Jane Child. Het nummer stond drie weken lang op de tweede plaats van de Billboard Hot 100 eind april en begin mei 1990, enkel voorafgegaan door Nothing Compares 2 U van Sinéad O'Connor.
In 2013 kwam het nummer terug in de aandacht doordat het voorkwam op de soundtrack van Grand Theft Auto V.